# Logiciel de productivité

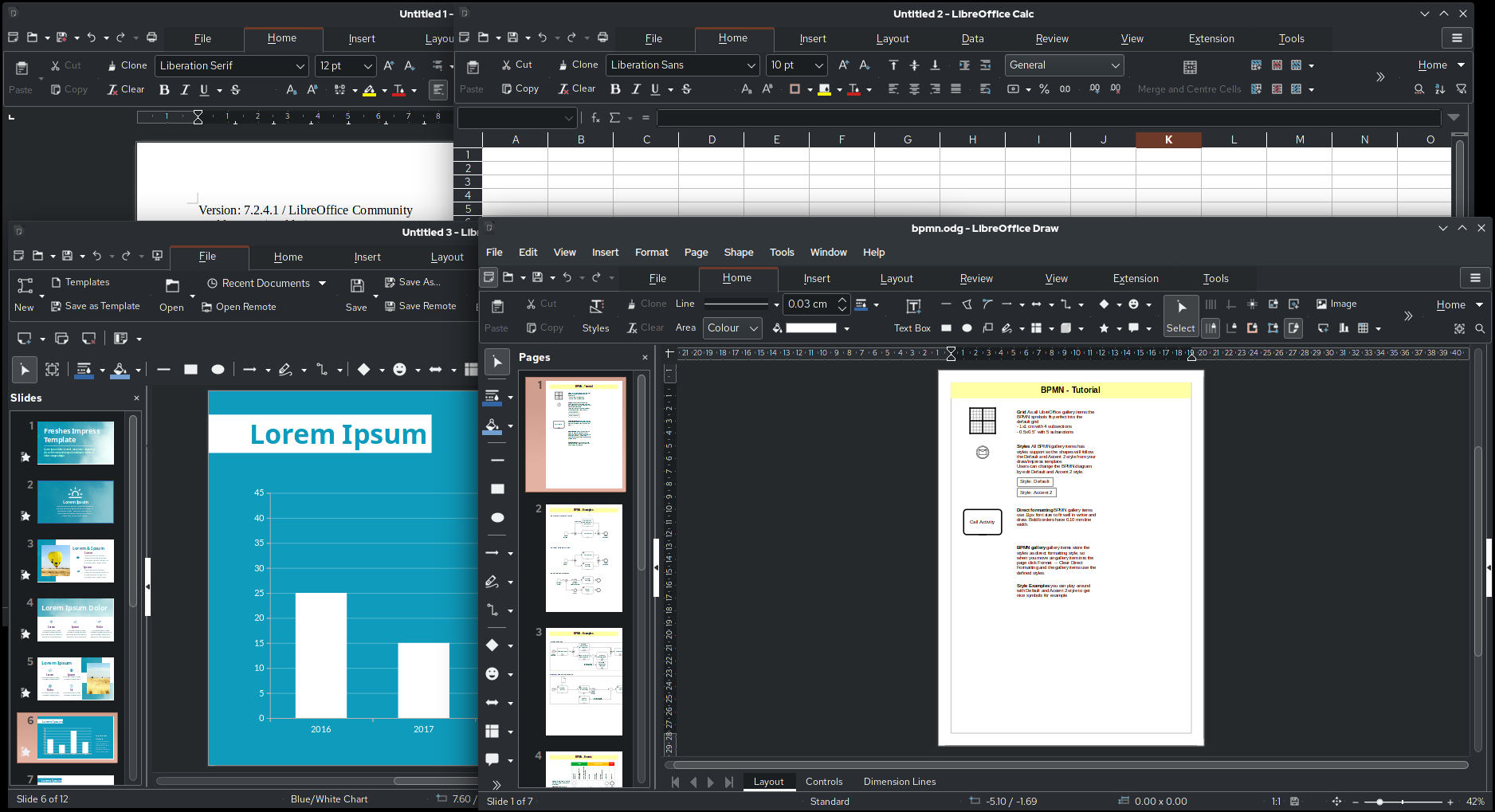
Le logiciel de traitement de texte LibreOffice.

Un logiciel de productivité (aussi appelé logiciel de productivité personnelle ou logiciel de productivité de bureau ; en anglais, productivity software, personal productivity software ou office productivity software) est un logiciel utilisé pour produire des informations (telles que des documents, des présentations, des tableurs, des bases de données, des tableaux, des graphiques, des images numériques, de la musique électronique et des vidéos numériques).
Les suites bureautiques, qui ont apporté le traitement de texte, les tableurs et les bases de données relationnelles sur le bureau dans les années 1980, sont le principal exemple de logiciel de productivité. Les suites bureautiques ont révolutionné le travail de bureau par l'ampleur de l'augmentation de la productivité qu'elles ont apportée par rapport aux environnements de bureau d'avant les années 80, avec leurs machines à écrire, leurs documents papier et leurs listes et grands livres manuscrits.
Aux États-Unis, quelque 78 % des professions moyennement qualifiées (celles qui exigent plus qu'un diplôme d'études secondaires, mais moins qu'un baccalauréat universitaire ) nécessitent désormais l'utilisation de logiciels de productivité. Dans les années 2010, les logiciels de productivité sont devenus encore plus utilisés qu'auparavant, l'informatique étant de plus en plus intégrée dans la vie personnelle quotidienne.

## Suite bureautique
Une suite bureautique est un ensemble de logiciels de productivité destinés à être utilisés par les travailleurs de la connaissance (knowledge workers). Les composants sont généralement distribués ensemble, ont une interface utilisateur semblable et peuvent généralement interagir les uns avec les autres, parfois d'une manière que le système d'exploitation ne permettrait pas normalement.
La première suite bureautique pour ordinateurs personnels a été Starburst (en) au début des années 1980. La suite comprenait le traitement de texte WordStar, ainsi que les applications complémentaires CalcStar (tableur) et DataStar (base de données). Plusieurs autres suites ont vu le jour dans les années 1980. Au cours des années 1990, la suite Microsoft Office est venue à dominer le marché, une position qu'elle conserve encore en 2021.

## Composants typiques d'une suite bureautique
Les suites bureautiques contiennent un large éventail de composants. Les composants de base sont :
- un traitement de texte ;
- un tableur ;
- un logiciel de présentation.

On retrouve aussi les composants suivants dans certaines suites :
- un logiciel de base de données ;
- une suite graphique (un éditeur d'image matricielle, un éditeur d'image vectorielle, une visionneuse d'images, etc.) ;
- un logiciel de publication assistée par ordinateur ;
- un éditeur d'équation ;
- un logiciel de diagrammes ;
- un client de messagerie électronique ;
- un logiciel de communication ;
- un gestionnaire d'informations personnelles ;
- un logiciel de prise de notes ;
- un logiciel de groupe ;
- un logiciel de gestion de projet ;
- un logiciel de retouche photo;
- un logiciel d'analyse des journaux Web.